# Dora (Singer-Songwriterin)

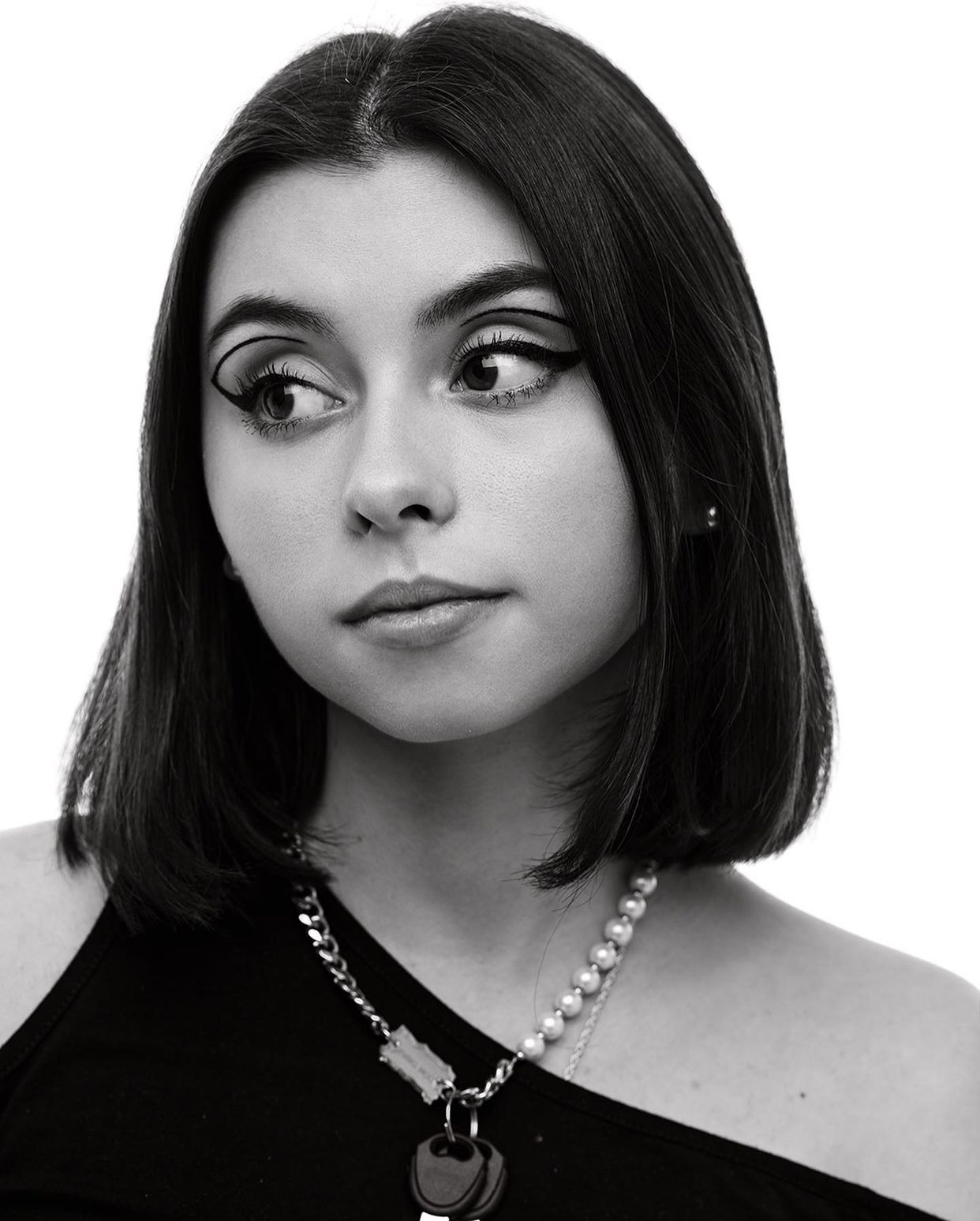
Dora (2020)

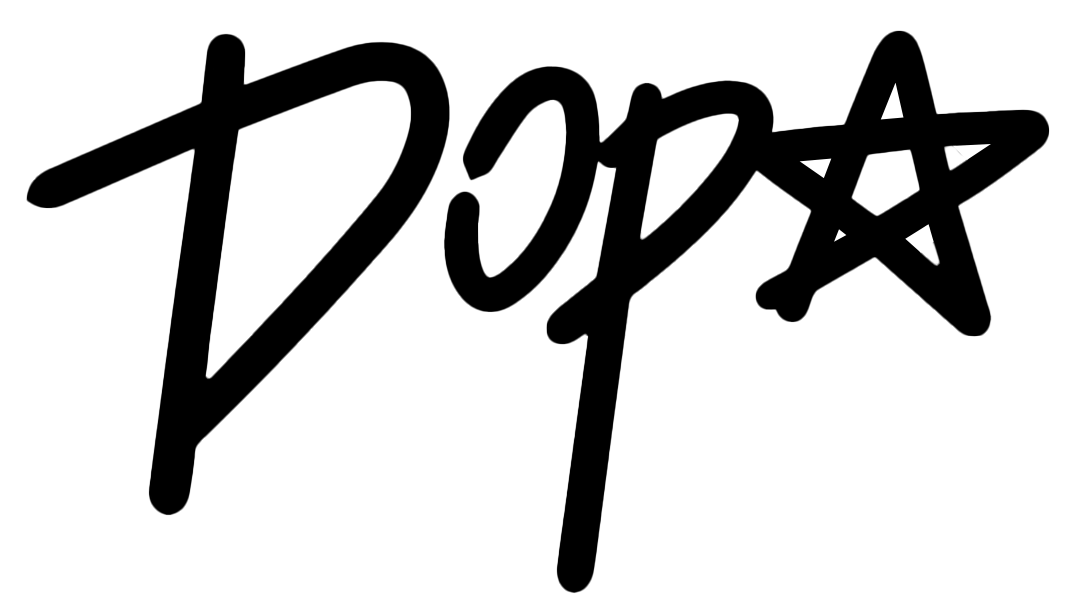
Doras Logo

Dora (russisch Дора, bürgerlich Darja Sergejewna Schichanowa, russisch Дарья Сергеевна Шиханова, * 30. November 1999 in Saratow) ist eine russische Singer-Songwriterin.

## Biografie
Sie interessierte sich seit ihrer frühen Kindheit für Popmusik. Ihr Vater kaufte und installierte für sie eine Heim-Karaokeanlage. Sie brachte sich das Singen und das Spielen auf der Gitarre und dem Synthesizer selbst bei. Schichanowa machte ihre ersten Schritte in der Musikbranche in einer Gruppe im sozialen Netzwerk vk.com, in der sie ihre Lieder und Cover veröffentlichte, um  Geld für eine neue Gitarre zu sammeln. Sie wählte den Künstlernamen Dora, weil sie die Zeichentrickserie Dora mag. Sie spielte auch Coverversionen und Lieder, die auf Jessenins Gedichten basieren. Sie hatte ihren ersten öffentlichen Auftritt mit 14 Jahren in einem Club in Podolsk. Schichanowas Musikstil wird dem Pop-Rock zugerechnet.
2019 erlangte sie durch ihre veröffentlichten Kompositionen Berühmtheit im Internet. Sie wandte sich an den Produzenten Wladimir Galat. Gemeinsam nahmen sie Lieder für Schichanowas erstes Studioalbum Mladschaja sestra auf, das im November 2019 erschien. Das Musikvideo zum darin enthaltenen Lied Doradura hat auf YouTube über 21 Millionen Aufrufe. Das Album wurde innerhalb von 24 Stunden mehr als 300.000 Mal auf vk.com gestreamt. Sie begann Konzerttourneen in Russland, der Ukraine und Belarus.
Schichanowa trat zweimal in Iwan Urgants Late-Night-Show Wetschernij Urgant auf. Im März 2020 und am 31. Dezember 2020 in der Neujahrsedition.
Ihr 2022 veröffentlichtes Album MISS war auf Platz 1 der russischen iTunes-Charts. Außerdem war es in den Apple Music Charts auf Platz 1 in der Ukraine, Platz 2 in Moldau, und jeweils auf Platz 3 in Belarus und Kasachstan.

## Diskografie

### Studio-Alben
- 2019: Mladschaja sestra
- 2020: Bosche, chrani kjut-rok
- 2022: Miss
- 2024: Lovesongs

### EPs
- 2019: Я не коммерция

### Singles (Auswahl)
- 2019: Дорадура
- 2019: Младшая Cестра
- 2020: Пошлю его на...
- 2020: Не исправлюсь (mit Maybe Baby)
- 2020: Втюрилась
- 2020: Осень пьяная
- 2021: Сан Ларан (mit Платина)
- 2021: Барбисайз (mit Maybe Baby)
- 2022: Капли (mit OG BUDA)

## Filmografie
- 2023: Singstimme von Marinette in Miraculous: Ladybug & Cat Noir – Der Film[9]